# 28 août 1990
Le mardi 28 août 1990 est le 240e jour de l'année 1990.

## Naissances
- Agnieszka Kobus, rameuse polonaise
- Arnaud Grand, coureur cycliste suisse
- Bojan Krkić, footballeur espagnol
- Brahim Boudebouda, footballeur algérien
- Edith Agu-Ogoke, boxeuse nigériane
- Henrik Tömmernes, joueur de hockey sur glace suédois
- Isaác Brizuela, footballeur mexicain
- Ivan Vilibor Sinčić, activiste et politicien croate, candidat à l'élection présidentielle croate de 2014
- Jacob Davich, acteur américain
- Julie Foggea, handballeuse française
- Katie Findlay, actrice canadienne
- Louis Verhelst, coureur cycliste belge
- Luna, chanteuse ukrainienne
- Marcel Aregger, coureur cycliste suisse
- Michael Christensen, pilote automobile danois
- Naima Bakkal, taekwondoïste marocaine
- Nicola De Marco, pilote automobile italien
- Niklas Zender, athlète allemand
- Timothy Ferris, nageur zimbabwéen
- Vincenza Petrilli, archère handisport italienne
- Vladimir Urumov, haltérophile bulgare

## Décès
- Chaim Yaakov Rottenberg (né le 1 octobre 1909), rabbin français
- DeWitt Stetten Jr. (né le 31 mai 1909), biochimiste américain
- Edmund H. North (né le 12 mars 1911), scénariste américain
- Victorio Luis Spinetto (né le 3 juin 1911), joueur et entraîneur de football argentin
- Willy Vandersteen (né le 13 février 1913), auteur de bande dessinée flamand

## Événements
- Guerre du Golfe : conscient de l'effet dramatique de la prestation du 23 août dernier, le gouvernement irakien annonce la libération des femmes et des enfants occidentaux. Cette libération donne de l'espoir aux diplomates qui espèrent une solution possible autre que la guerre. Le même jour, l’éphémère république du Koweït est annexé.
- Russie : Anatoli Grichtchenko, pilote d'essai d'hélicoptère et compositeur russe meurt à l'hôpital à Seattle. Il était un des pilotes qui se sont sacrifiés pour intervenir sur le site de Tchernobyl après la catastrophe.
- Découverte des astéroïdes : (10308) 1990 QC3, (16474) 1990 QG3, (19153) 1990 QB3, (19987) 1990 QJ3, (29171) 1990 QK3, (39533) 1990 QD3, (6067) 1990 QR11, (9585) 1990 QY2 et (9753) 1990 QL3
- Sortie de la chanson Black Cat de Janet Jackson
- Publication du romanL'Infortune de François Sureau
- Sortie du roman Mémoires d'un jeune homme dérangé de Frédéric Beigbeder
- Création de la région Sadarak en Azerbaïdjan